# ルパン三世・Tokyo Transit〜featuring YASUO YAMADA
『ルパン三世・Tokyo Transit-featuring YASUO YAMADA』は、モンキー・パンチ原作のアニメ『ルパン三世』シリーズのCDアルバム。1993年3月21日発売。

## スタッフ
- プロデューサー兼音楽：大野雄二
- モノローグ・vocal and script：山田康雄
- 脚本：有川正沙子
- 演奏：ユー&エクスプロージョン・バンド

## 声の出演
- ルパン三世：山田康雄

## 内容
CDの内容は、ルパン三世がパリ発の飛行機に乗って目的地に向かう際、乗り継ぎの関係で東京に一泊滞在する際の一晩を、到着時から翌朝の出発にかけて描いている。

## エピソード
- ルパン三世のアルバムであるが、サブタイトルに「featuring YASUO YAMADA」と表記の通りルパン三世のアルバムでありながら、実情は「せ・しゃれまん」と同様に山田康雄個人のアルバムとしての傾向が強いため便宜上山田康雄の2ndアルバムという形になっている。それを物語るようにモノローグ各所に収録の際、山田が所々ルパンとは関係のない内容のアドリブを効かせ、モノローグ8にも「せ・しゃれまん」を意識してアドリブで当時と同じ台詞を発言する箇所もある。別名「せ・しゃれまん2」。
- 発売後、長年の付き合いがある大野雄二に山田が電話をかけた際、冗談ぽい口調で「早く次のアルバム作らないと俺死んじゃうよ」と言って次のアルバム作成を急かしていた。大野はスケジュールが多忙だったため気にも止めなかったが、1995年に山田が死去。大野自身は山田のために次のアルバムを作ってやれなかったことを非常に悔やんでいるとも語っている。
- 脚本の有川正沙子は山田の親友の娘であるとのこと。
- 現在は廃盤となり、また山田の最後のアルバムということで希少価値が高いため、出品されるたびに高値で取引されている。
- 音源を抱えるコロムビアがHQCD・デジタルリマスタリングで高音質化した復刻盤が2010年2月に発売。ルパン三世ミュージック・トレジャーズ